# 고본 삼각형
고본 삼각형은 이산기하학의 미해결 난제로, 일본의 퍼즐 전문가인 고본 후지무라에 의해 제시되었다. 이 문제는 k개의 직선을 이용하여 만들 수 있는 겹치지 않는 삼각형의 개수에 관한 문제이다. 문제의 변수들은 유클리드 평면이 아닌 사영평면에 기초하며, 삼각형은 어떠한 직선에 의해서도 분단되어 있어서는 안된다.
사부로 다무라는 k(k-2)/3을 넘지 않는 최대의 정수가 k개의 직선에 의해 형성되는 고본 삼각형의 개수의 상계임을 증명하였다. 2007년도에는, 요하네스 바더와 질 클레망이 직선의 개수 k가 (mod 6)으로 0 또는 2일 경우 고본 삼각형의 개수가 알려진 상계보다 무조건 작음을 증명함으로써 더욱 훌륭한 상계를 찾아내었다. 즉, 삼각형의 최대개수는 다무라의 상계보다 1작은 수라고 할 수 있다. 현재까지 밝혀진 고본삼각형의 완벽한 해는 k=3, 4, 5, 6, 7, 8, 9, 13, 15, 17일 경우이며, k=10, 11 그리고 12인 경우에는 상계보다 1 작은 값이 가장 적당한 값으로 알려져 있다.
어떠한 k값에 대해 완벽한 해가 주어졌을 때, 다른 몇 몇 고본 삼각형의 해들은 {\displaystyle k_{n}}이 다음 점화식을 만족할 경우 구해질 수 있다.
{\displaystyle k_{n+1}=2k_{n}-1}
이 점화식을 만족하는 {\displaystyle k_{n}}값들에 대해서는 D.Forge와 J.L. Ramirez Alfonsin이 개발한 방법을 통해 고본 삼각형의 개수를 찾을 수 있다. 예를 들어 k=3에 대한 해를 이용하여 k=3, 5, 9, 17, 33, 65,... 에 대한 해를 찾아낼 수 있다.
| k                       | 3 | 4 | 5 | 6 | 7  | 8  | 9  | 10 | 11 | 12 | 13 | 14 | 15 | 16 | 17 | 18 | 19  | 20  | 21  | OEIS    |
| 타무라의 상계 N(k)      | 1 | 2 | 5 | 8 | 11 | 16 | 21 | 26 | 33 | 40 | 47 | 56 | 65 | 74 | 85 | 96 | 107 | 120 | 133 | A032765 |
| 클레멩 및 베이더의 상계 | 1 | 2 | 5 | 7 | 11 | 15 | 21 | 26 | 33 | 39 | 47 | 55 | 65 | 74 | 85 | 95 | 107 | 119 | 133 | -       |
| 가장 잘 알려진 해       | 1 | 2 | 5 | 7 | 11 | 15 | 21 | 25 | 32 | 38 | 47 | 53 | 65 | 72 | 85 | 93 | 104 | 115 | 130 | A006066 |

## 예

3개의 직선으로 찾은 고본 삼각형
4개의 직선으로 찾은 고본 삼각형
5개의 직선으로 찾은 고본 삼각형
6개의 직선으로 찾은 고본 삼각형
7개의 직선으로 찾은 고본 삼각형

## 참고 문헌
1. ↑  Weisstein, Eric Wolfgang. “Kobon Triangle”. 《Wolfram MathWorld》 (영어). Wolfram Research.
2. ↑  “G. Clément and J. Bader.” (PDF). 2017년 11월 11일에 원본 문서 (PDF)에서 보존된 문서. 2017년 2월 15일에 확인함.
3. ↑  Ed Pegg Jr. on Math Games
4. ↑  "Matlab code illustrating the procedure of D. Forge and J. L. Ramirez Alfonsin", Retrieved on 9 May 2012.